# 南大路 (新竹市)

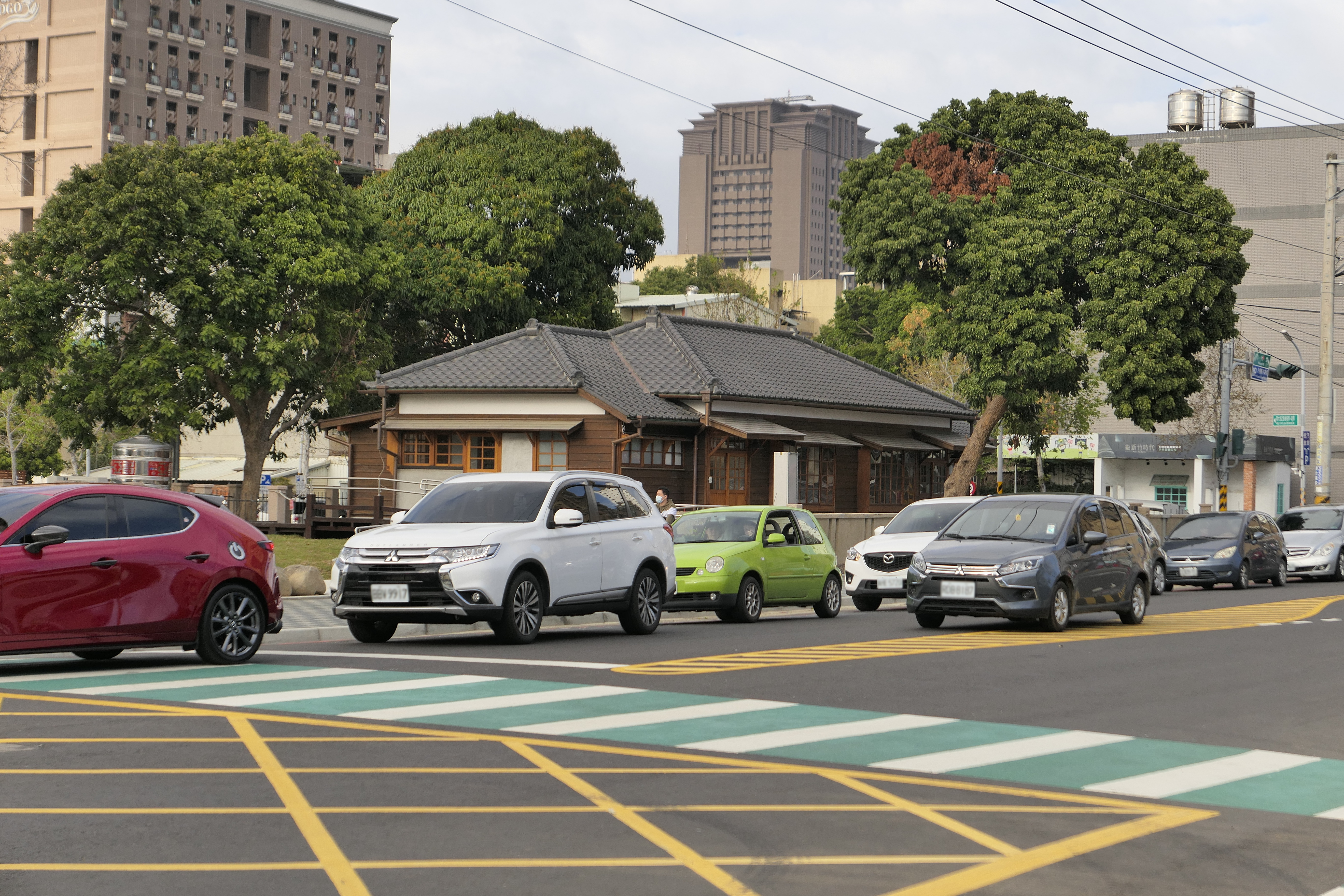
南大路與原警察宿舍

南大路為臺灣新竹市東北-西南向的市區道路，全線隸屬於縣道117號的一部份。因其位於新竹市街之南，故命名為南大路。東北起於光復路二段，西南止於明湖路。

## 歷史
1905年（明治三十八年）實施的新竹市街改正計畫，在市街的外圍興築四條大道，作為棋盤狀式市街的外圍。1921年（大正十年）築成烏崩坎（振興里）到東南街的路段，1937年向北延伸到今光復路。
二戰後，南大路沿客雅溪向南伸延築到御史崎（光鎮里），其沿線也在市區擴張後成為綿密的住宅區。

## 沿經行政區域
- 東區

## 車道配置
- 全線：雙向各一車道

## 沿線設施

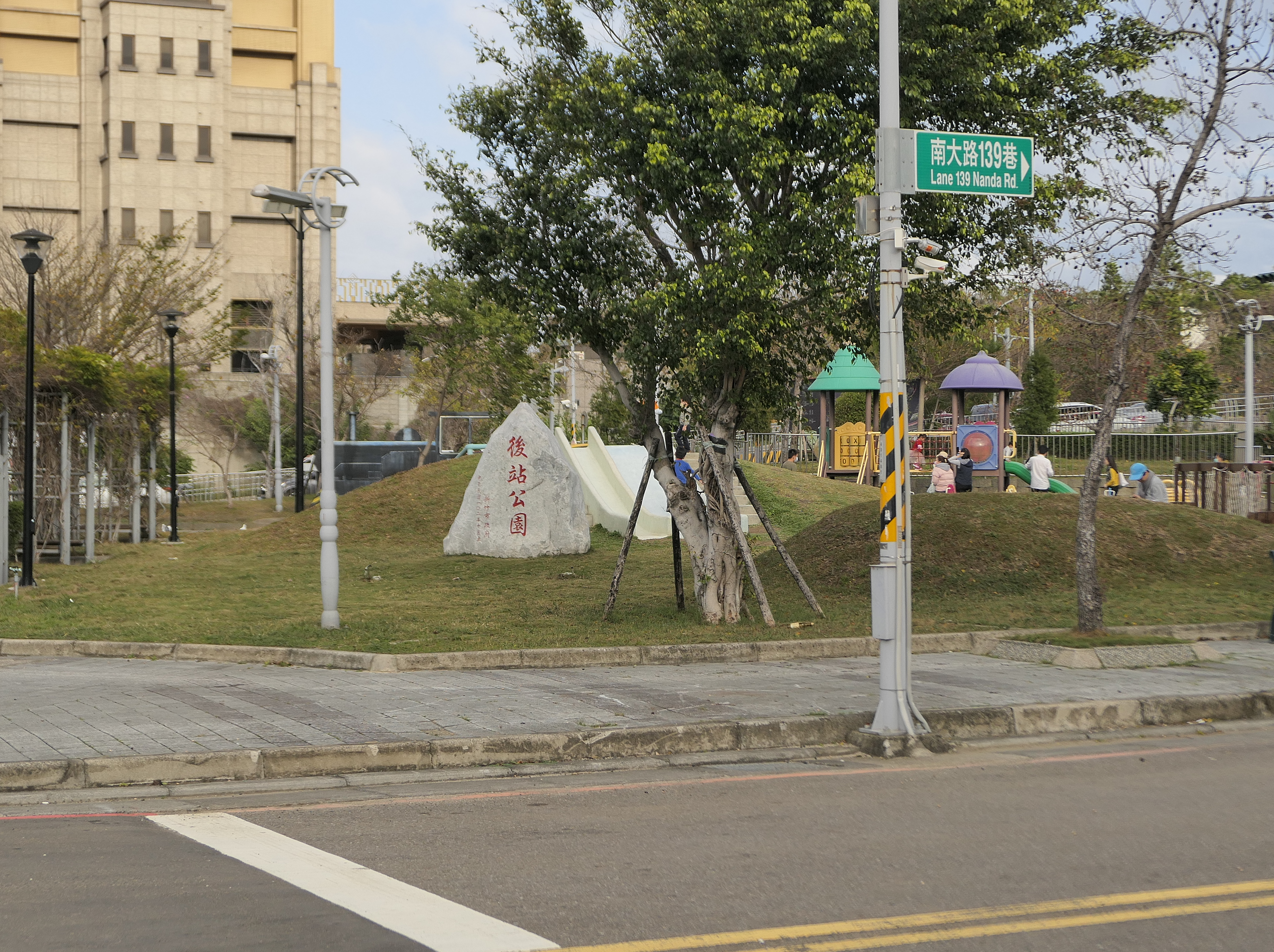
後站公園

(由東北至西南)
- 勞工保險局新竹市辦事處（42號）
- 美廉社新竹南大二店（273號）
- 麥當勞新竹南大店（337號）
- 凱基商業銀行南大分行（339號）
- 中華郵政新竹西大路郵局（428號）
- 新竹市立新竹國民小學（興學街106號）
- 國立清華大學南大校區（521號）
- 新竹市立育賢國民中學 （页面存档备份，存于）（569號）
- 中華郵政新竹南大路郵局（621號）
- 新竹市農會（页面存档备份，存于）新興辦事處（880號）